# Lilla VM
Lilla VM är en vanlig inofficiell benämning i olika sporter på en tävling som inte har VM-status, men där alla de bästa i världen deltar och därför anses nästan lika fint att vinna som VM. Dock skall det också finnas ett "riktigt" VM i aktuella sport.

## Några tävlingar som kallats "Lilla VM"
- Bandy för herrar: Rossija Tournament/Russian Government Cup (1972-2012)[1]
- Fotboll för herrar: Fifa Confederations Cup (1997-2017)[2]
- Fotboll för damer: Algarve Cup (1994)-[3]
- Ishockey för herrar: Channel One Cup (1967)- (brukar inte längre kallas Lilla VM) eller Canada Cup (1976-1991)

### Fotnoter
1. ↑  Wiktor Nummelin (TT) (24 mars 2002). ”Ny svensk miss i lilla VM i bandy”. Sportbladet. http://www.aftonbladet.se/sportbladet/bandy/article10267367.ab. Läst 7 mars 2014.
2. ↑  ”AkzoNobel är en färgstark vinnare i Confederations Cup i Brasilien”. Akzo Nobbel. 14 juni 2013. Arkiverad från originalet den 7 mars 2014. https://web.archive.org/web/20140307154052/https://www.akzonobel.com/se/nyheter/pressmeddelanden/2013/akzonobel_ar_en_fargstark_vinnare_i_confederation_cup_i_brasilien.aspx. Läst 7 mars 2014.
3. ↑  Thorsten Frennstedt (5 mars 2014). ”20 år med Algarve Cup”. Damfotboll. Arkiverad från originalet den 11 mars 2014. https://web.archive.org/web/20140311201125/http://www.damfotboll.com/nyheter/2014/03/20-ar-med-algarve-cup. Läst 7 mars 2014.